# Condado de Columbus
El condado de Columbus es un condado del estado de Carolina del Norte, Estados Unidos. Tiene una población estimada, a mediados de 2024, de 50 054 habitantes.
La sede del condado es Whiteville.

## Geografía
Según la Oficina del Censo, tiene una superficie total de 2473.7 km², de los cuales 2430.0 km² corresponden a tierra firme y 43.7 km² están cubiertos de agua.

## Demografía

### Censo de 2020
Según el censo de 2020, en ese momento el condado tenía una población de 50 623 habitantes. La densidad de población era de 20.8 hab./km². El 60.01% de los habitantes eran blancos, el 28.81% eran afroamericanos, el 3.42% eran amerindios, el 0.32% eran asiáticos, el 0.03% eran isleños del Pacífico, el 3.50% eran de otras razas y el 3.91% eran de una mezcla de razas. Del total de la población, el 5.16% eran hispanos o latinos de cualquier raza.

### Estimación 2019-2023
De acuerdo con la estimación 2019-2023 de la Oficina del Censo, los ingresos medios de los hogares son de $48 184 y los ingresos medios de las familias son de $61 797. Los ingresos per cápita en los últimos doce meses, medidos en dólares de 2023, son de $26 755. Alrededor del 18.8% de la población está por debajo de la línea de pobreza nacional.

## Localidades

### Ciudades
- Whiteville

### Municipios (towns)
- Boardman
- Bolton
- Brunswick
- Cerro Gordo
- Chadbourn
- Fair Bluff
- Lake Waccamaw
- Sandyfield
- Tabor City

### Lugares designados para el censo (census-designated places,CDP)
- Delco
- Evergreen
- Hallsboro
- Riegelwood

### Otras localidades
- Nakina

## Subdivisiones territoriales (townships)
La Oficina del Censo subdivide el condado en 15 townships exclusivamente a los efectos estadísticos: Bogue Township, Bolton Township, Bug Hill Township, Cerro Gordo Township, Chadbourn Township, Fair Bluff Township, Lees Township, Ransom Township, South Williams Township, Tatums Township, Waccamaw Township, Welches Creek Township, Western Prong Township, Whiteville Township y Williams Township.
En ningún caso estas subdivisiones funcionan como municipios o demarcaciones administrativas de clase alguna.